# Katarina Fritzén
Maria Katarina Fritzén, född 27 maj 1946 i Oscars församling i Stockholm, är en svensk flöjtist och musikpedagog.
Fritzén var medlem i Fred Åkerströms grupp Trio CMB och jazzgruppen Tintomara. Hon har även medverkat på musikalbum av Ralph Lundsten, Berit Andersson och Lena Ekman. Hon medverkade även på musikalbumet "Tjejclown" (1974) och har utgivit en lång rad musiktryck, däribland tvärflöjtskolan Flöjten och jag (fyra delar, 1981–88). Hon medverkade på Kvinnokulturfestivalen på dåvarande gamla Riksdagshuset i Stockholm 1977 och var sommarpratare i radion den 10 juli 1980.